# Злочин (фільм, 1976)
«Злочин» (рос. «Преступление») — радянський художній фільм-кінематографічна дилогія (фільм перший — «Нетерпимість», фільм другий — «Обман» в 2 серіях) режисера Євгена Ташкова, знята у 1976 році на кіностудії «Мосфільм» в жанрі кримінально-психологічної драми. Обидва фільми — лідери прокату, в рік прем'єри їх подивилося 27 млн і 23,3 млн глядачів відповідно.

## Сюжет

### Нетерпимість
Учень випускного класу Володимир Каретников (Юшков) затриманий при здійсненні подвійної крадіжки. У суді директор школи Лідія Андріївна (Медведєва) і один з педагогів Павло Сергійович (Озеров) дають особисту поруку за молоду людину. Суд обмежується умовним засудженням. Батько Володимира — Григорій Васильович Каретников (Стржельчик), один з керівників великого ткацького підприємства, — прихильник життєвої позиції «сильної особистості». Він засуджує сина не за відсутність будь-яких етичних норм, а за дріб'язковість у виборі мети і недолік твердості в її досягненні. З прямого потурання батька юнак продовжує ігнорувати вимоги вчителів, морально і фізично принижувати оточуючих, у тому числі свою знайому Надю Коврову (Габець). Одного разу на захист дівчини встає вчитель Павло Сергійович. Згодом, все більше розчаровуючись в своєму колишньому другові Володі, Надя романтично захоплюється інтелігентним педагогом. Нетерпимий до непокори молодий Каретников вимагає від дівчини збереження колишніх відносин. Надя відмовляє йому. У момент сварки їй на допомогу приходить Павло Сергійович. Оскаженілий Володимир вдаряє вчителя ножем.

### Обман
Павло Сергійович виживає, але знаходиться в лікарні у важкому стані. Григорію Васильовичу Каретникову повідомляють про новий злочин його сина. Він намагається нав'язати слідству і всім учасникам події версію про бійку на ґрунті юнацьких ревнощів. Його дії марні: Володимира засуджують до п'яти років ув'язнення. У місто приїжджає слідчий з Москви, майор міліції Олександр Володимирович Стрельцов (Соломін). Він розслідує факт покупки в столиці підробленого лотерейного квитка, справжній аналог якого виграв автомобіль. Квиток, за заявою заарештованого раніше в Москві шахрая, купив якийсь Олексій Олексійович Глушко (Яковлєв) — начальник місцевого ткацького цеху. Після того, як він звернувся в ощадкасу за отриманням призу, його затримують. Заплутаність показань Глушка і великі грошові суми, які фігурують у справі, дають підставу для проведення перевірки економічної діяльності цеху. Вона швидко виявляє факти виробництва і реалізації неврахованої продукції. Глушко легко визнає всі звинувачення, але стверджує, що діяв сам. У той же день він здійснює самогубство. Подальші слідчі дії виявляють головного підозрюваного в організації незаконного виробництва — Григорія Каретникова. Грамотні дії майора Стрельцова і його групи змушують злочинців зважитися на активне приховування доказів, що дозволяє затримати їх на гарячому.

## У ролях
- Ігор Озеров —  вчитель Павло Сергійович
- Олена Габець —  Надя Коврова
- Віталій Юшков —  Володя Каретников
- Владислав Стржельчик —  батько Володі, Григорій Васильович Каретников
- Наталія Гвоздікова —  дочка Каретникова, сестра Володі, Світлана
- Юрій Соломін —  майор міліції, слідчий, Олександр Володимирович Стрельцов
- Микола Гриценко —  батько Наді, Петро Єгорович
- Людмила Гурченко —  племінниця Петра Єгоровича, артистка Люба
- Борис Новиков —  Кузьма Опанасович
- Євген Ташков —  режисер
- Ірина Мурзаева —  бабуся Наді
- Іван Рижов —  потерпілий, Іван Прокопович Квітко
- Наталія Медведєва —  директор школи, Лідія Андріївна Дорохіна
- Любов Соколова —  суддя
- Олександр Воєводін —  Юрій Глушко
- Фелікс Яворський —  обвинувач
- Олег Голубицький —  підполковник міліції, Борис Іванович Шапурін
- Валентина Шарикіна —  коханка Каретникова, Валерія Назарова
- Сергій Яковлєв —  начальник ткацького цеху Олексій Олексійович Глушко
- Борис Юрченко —  капітан міліції Сергій Петрович Дегтярьов
- Микола Граббе —  зварювальник
- Олександр Галевський — епізод
- Іван Матвєєв — епізод
- Валентина Ананьїна — секретарка в міліції

## Знімальна група
- Режисер: Євген Ташков
- Сценаристи: Рустам Мамед Ібрагімбеков, Євген Ташков
- Оператори: Сергій Зайцев, Борис Кочеров, Петро Шумський
- Композитор: Андрій Ешпай
- Художники: Михайло Карташов, Леонід Платов